# غارهای دره سفید
اشکفتهای دره سفید مربوط به دوره نوسنگی - دوره ساسانیان است و در شهرستان بیضا، بخش بیضا، دهستان بانش، ۲/۵ کیلومتری شمال روستای بانش، دامنه کوه دره سفید واقع شده و این اثر در تاریخ ۳۰ بهمن ۱۳۸۶ با شمارهٔ ثبت ۲۰۹۷۰ به‌عنوان یکی از آثار ملی ایران به ثبت رسیده است.